# روبرت جون كورنيل
روبرت جون كورنيل (بالإنجليزية: Robert John Cornell)‏ هو سياسي أمريكي، ولد في 16 ديسمبر 1919 في غلادستون في الولايات المتحدة، وتوفي في 10 مايو 2009. حزبياً، نشط في الحزب الديمقراطي. وقد انتخب عضو مجلس النواب الأمريكي.